# Calle de Don Pedro
La calle de Don Pedro es una vía pública de la ciudad española de Madrid, que corre de este a oeste desde la plaza de Puerta de Moros hasta el antiguo campillo de las Vistillas, en el barrio de Palacio. Por orden ministerial de 31 de mayo de 2005 del Ministerio de Educación y Ciencia se cedió el uso de la parte pública del palacio a la Real Academia de Ingeniería, con su entrada principal en el número 10.

## Historia
El cronista Pedro de Répide recoge un episodio entre lo histórico y lo legendario relacionado con el espacio que ocupa esta calle antes de ser conocida con tal nombre. Cuenta Répide que tras una epidemia que sufrió la población y siendo aún un descampado, el Cabildo de clérigos y el Ayuntamiento de la Villa propusieron construir allí una ermita a san Roque, voto que no se llegó a materializar ante la oposición del Consejo de Castilla que dispuso dedicar el presupuesto de la ermita para construir un Hospital General, en cuya iglesia se colocaría la imagen del santo benefactor.
Con el nombre de calle de Don Pedro aparece rotulada en los planos de Texeira (1656) y Espinosa (1769), aunque también tuvo el más popular de calle de la Alcantarilla. El primer comprador de estos terrenos fue, en 1770, el marqués de Villafranca, que construyó su palacio y cocheras en la «casa número 1 de la manzana 120», a espaldas de la parroquia de San Andrés, y aprovechando algunos tramos de la cerca medieval que venía desde la vecina plaza de los Carros hacia la calle de los Mancebos.

## Edificios

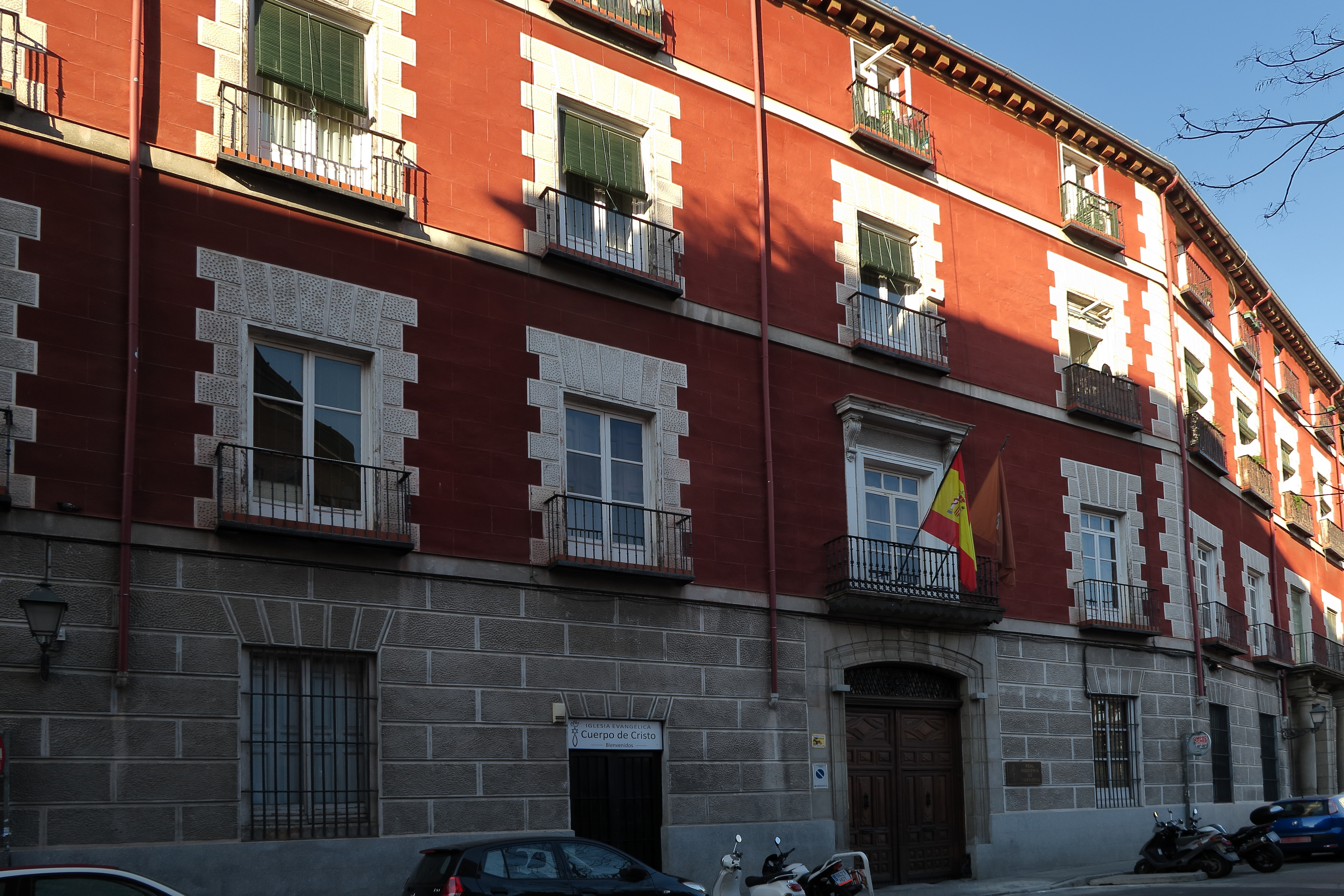
Palacio del Marqués de Villafranca.

En el número 1, dando también fachadas a la plazuela de los Carros, la carrera de San Francisco y las calles de la Redondilla y los Mancebos, se conserva restaurado el palacio del Marqués de Villafranca —popularmente llamado «casa chica de Don Pedro»— cuya primera reforma data de 1662, siendo ya su propietario Fadrique Álvarez de Toledo. Fue efímero hogar de Pedro Álvarez de Toledo, V marqués de Villafranca, y fastuosa morada de su hijo, el XI marqués de Villafranca y de Medina Sidonia, casado en 1775 con María Teresa Cayetana, XIII duquesa de Alba, y musa de Francisco de Goya. Fue parcialmente remozado en el siglo xix por el arquitecto, pintor y escultor Arturo Mélida, y según Carlos Cambronero e Hilario Peñasco, en el palacio estuvo la redacción de la revista El Consultor de Ayuntamientos y Juzgados municipales. Además de las sucesivas familias nobiliarias que hicieron vida palaciega en este palacio del Marqués de Villafranca, resultará curioso recordar que, inaugurado el 1 de noviembre de 1962, tuvo espacio en el edificio el restaurante Puerta de Moros, y entre 1987 y 2004 fue sede de la Agencia Española del Aceite de Oliva, antes de mudarse a la calle de José Abascal. El Estado español, dueño del inmueble lo cedió a la Real Academia de Ingeniería a condición de que la institución lo restaurase, obra que se hizo entre 2006 y 2008.

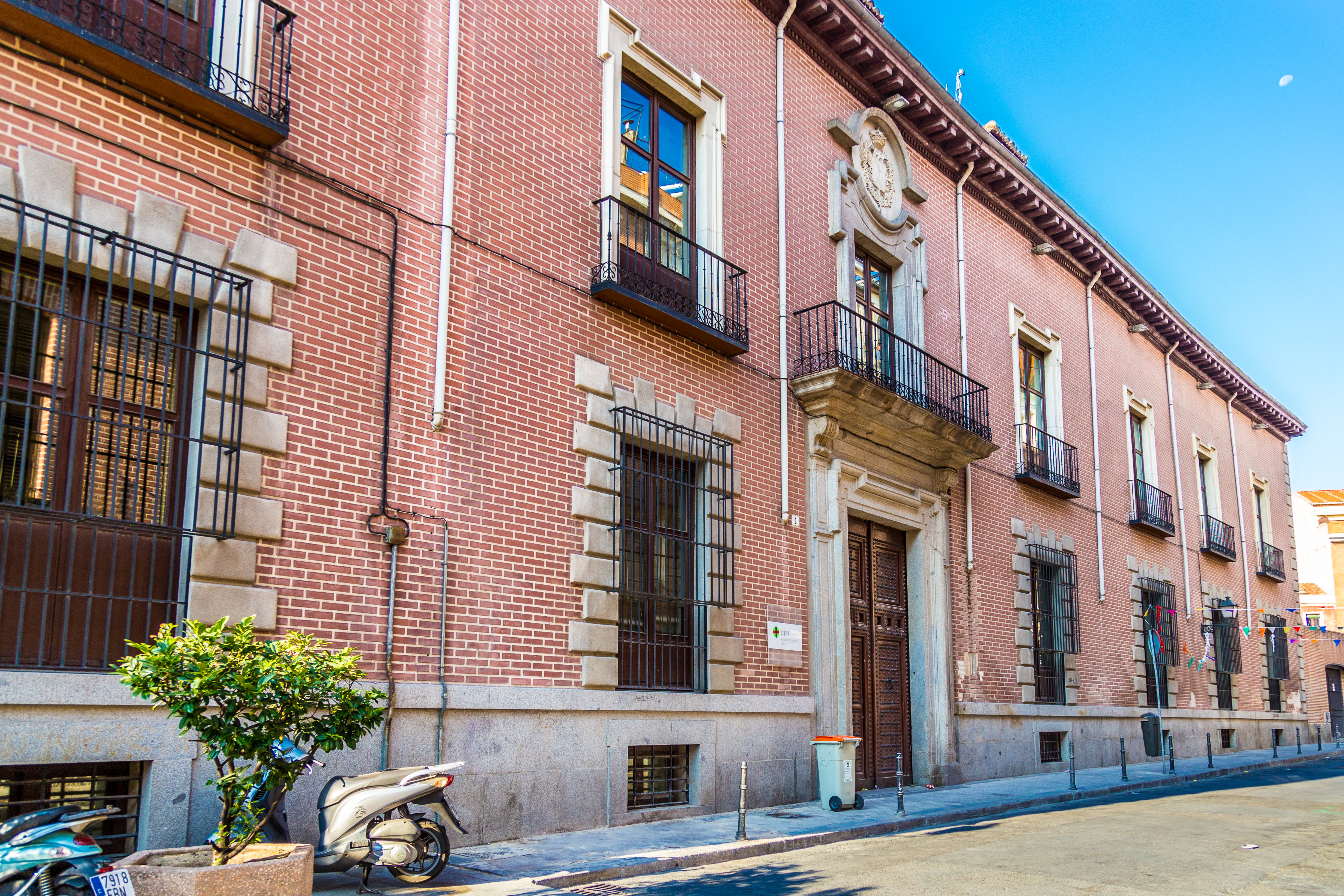
La fachada de ladrillo rojo de la casa-palacio del Duque del Infantado en la calle de Don Pedro.

Otro de los edificios del complejo urbanístico del siglo xvii es el fragmento del palacio del Duque del Infantado, reformado y rehabilitado entre 2000 y 2001 por José María Marsá González, como sede del Instituto CEU de Estudios Históricos de la Fundación San Pablo (CEU).
Conserva esta calle un par de edificios relacionados con la historia de la educación en Madrid. El antiguo «colegio de señoritas» del Sagrado Corazón, que estuvo en el número 8, y luego en el número 14, fundado en 1877 y controlado entonces por las Hijas de la Caridad de San Vicente de Paúl, un ejemplo del neomudéjar madrileño. Ya al final de la calle, está el Grupo Escolar Vázquez de Mella, obra de Bernardo Giner de los Ríos en la década de 1930.
Aunque con la entrada principal por la calle de Bailén, tiene fachada en la de Don Pedro el antiguo Laboratorio Municipal de Higiene, obra de 1902 con proyecto del arquitecto José Urioste y Velada. El edificio, rehabilitado, acoge el Madrid International Lab.

## Vecinos
Una placa municipal del año 1992 informa de que en las primeras décadas del siglo xx, vivió en el número 6 de esta calle Pedro Salinas, miembro de la generación del 27 que escrito con sus propias palabras, dejó aquí «gran parte de su juventud». En el mismo edificio un plafón barroco asegura que «En esta casa nació el 20 de marzo de 1937 la popular actriz María de los Ángeles López Segovia LINA MORGAN. Madrid le rinde homenaje el 27 de diciembre de 1988».
Según el Heraldo de Madrid en el 29 de marzo de 1909, en el apartamento número 7, una guardilla de la segunda planta de la casa, ocurrió un incidente en el que Gloria Sagredo Díaz, una mujer de diecinueve años, junto con su tía Felisa Díaz, fueron asesinadas por el marido de Gloria, un Luís Alcaide García.